# Represión borbónica en la guerra de sucesión española

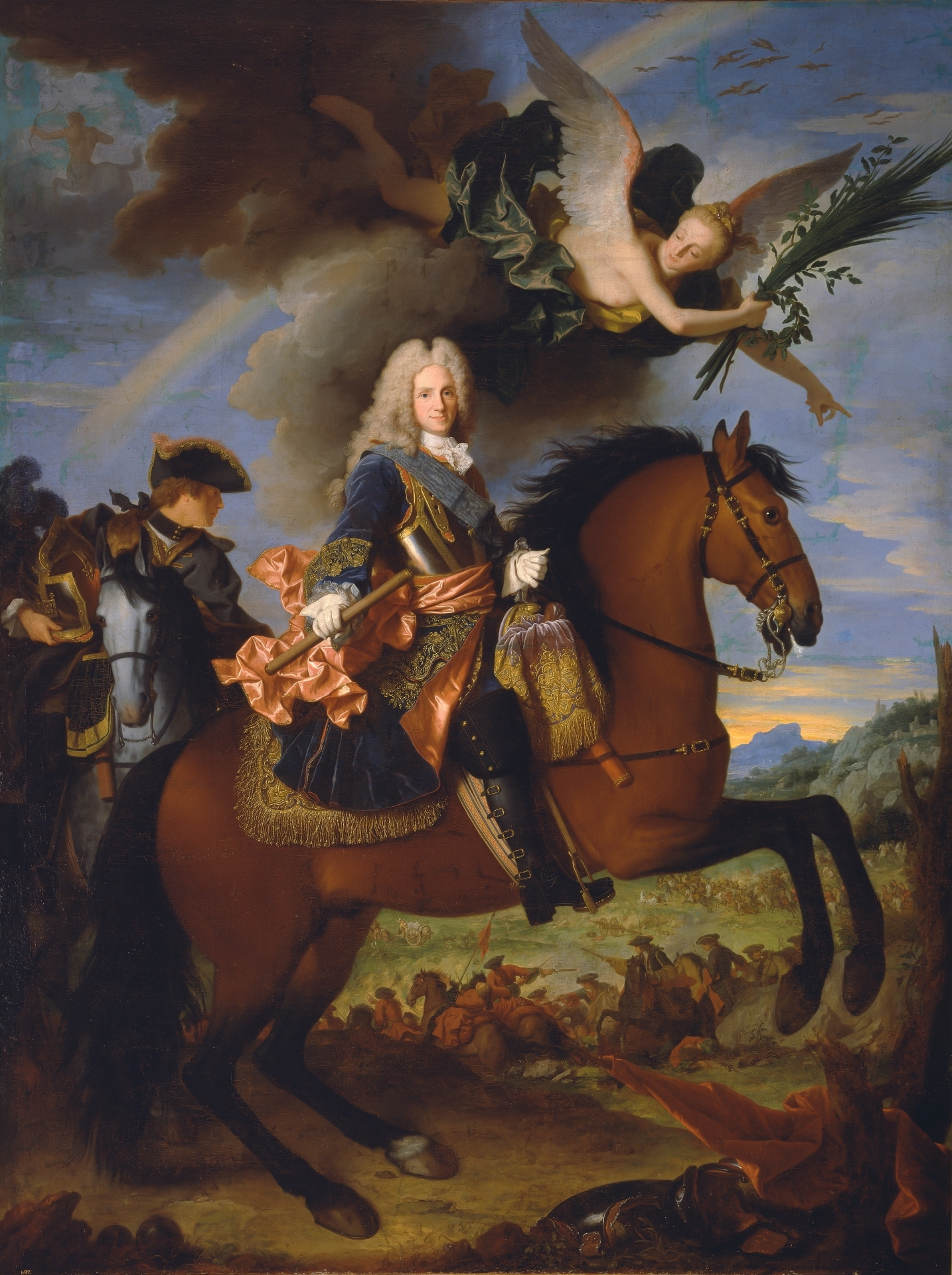
Retrato de Felipe V de España a caballo. Pintado por Jean Ranc en 1723.

La represión borbónica en la guerra de sucesión española es el conjunto de medidas represivas que tomó el rey Felipe V de España contra los austracistas que durante la guerra de sucesión española (1701-1714) habían apoyado al Archiduque Carlos en sus aspiraciones a ocupar el trono de la Monarquía Hispánica tras la muerte sin descendencia del rey de la Casa de Austria Carlos II. La represión borbónica afectó especialmente a los Estados de la Corona de Aragón que mayoritariamente se decantaron por el Archiduque a quien proclamaron como su soberano con el título de Carlos III, mientras los habitantes de la Corona de Castilla en su inmensa mayoría se mantuvieron fieles a Felipe de Borbón. La represión borbónica provocó el exilio de miles de austracistas, muchos de los cuales se refugiaron en Viena junto al Archiduque Carlos, quien desde diciembre de 1711 era el emperador del Sacro Imperio Romano Germánico con el título de Carlos VI. La salida de los austracistas de territorio español es considerada por el historiador Joaquim Albareda como el primer exilio político de la historia de España.

## Historia
Una de las formas principales que revistió la represión fue la confiscación de los bienes y propiedades de los austracistas. Según Joaquim Albareda, "acabada la guerra de Sucesión, el valor de las haciendas confiscadas a los austracistas fue el siguiente: en Castilla, 2.860.950 reales de vellón; en Cataluña, 1.202.249; en Aragón, 415.687; en Valencia, 207.690". Si se tiene en cuenta que el número de personas afectadas fue mucho mayor en los tres Estados de la Corona de Aragón que en Castilla se confirma que en esta última los que apoyaron al Archiduque fueron fundamentalmente nobles, mientras que en la Corona de Aragón el apoyo fue mucho más amplio y diverso socialmente.
Las confiscaciones de bienes de los partidarios de la Casa de Austria no se produjeron solo durante y al final de la guerra, sino que hubo otras posteriores en momentos de conflicto internacional que solían coincidir con el incremento de las acciones de las partidas austracistas que siguieron combatiendo después de la guerra. Fue el caso del alzamiento de los Carrasclets (1717-1719) que coincidió con la guerra que mantuvo Felipe V contra la "Cuádruple Alianza" garante de los Tratados de Utrecht. Nuevas confiscaciones se produjeron durante la guerra de sucesión de Polonia, en 1734.

### La represión borbónica en el Reino de Valencia
Tras la rendición de Valencia —tres semanas después de la derrota del ejército del Archiduque Carlos en la batalla de Almansa del 25 de abril de 1707— Felipe V designó al duque de Berwick comandante general del reino de Valencia sin tener que ajustarse a las leyes que lo regían. Así nombró a Baltasar Patiño y Rosales, I marqués de Castelar, como jefe de las finanzas del reino por encima de las atribuciones del batle general y del mestre racional, que en seguida decretó exorbitantes impuestos, sin seguir el procedimiento establecido por los Furs, destinados a cubrir las necesidades del ejército de ocupación. El Duque de Berwick también nombró a otro castellano, José de Pedrajas, como máximo responsable de los bienes confiscados durante la etapa austracista y de los que se iban a confiscar a los partidarios del Archiduque Carlos, asumiendo así funciones que correspondían a la Audiencia de Valencia. De esta forma Berwick dejó sin efecto los Furs por la vía de los hechos.
A lo largo de todo el mes de mayo de 1707, se sucedieron las cartas y las súplicas al rey, solicitando el perdón para la ciudad y para que «admitiera este Reyno bajo la gloria de su obediencia». El perdón llegó el 8 de junio en el que se concedía a los valencianos «perdón general del referido delito, indultándoles de la vida y demás penas corporales de que se hicieron reos». Pero con esta contestación, como ha señalado la historiadora Carme Pérez Aparicio, "se dejaba la puerta abierta a la abolición de los fueros, a las confiscaciones de bienes y al exilio" -además de que Felipe V no cumplió su promesa de indulto «de la vida» ya que la pena de muerte se aplicó a los austracistas, incluso en casos en que era dudosa su participación en la rebelión—.
Las nuevas autoridades borbónicas ordenaron la entrega de las armas bajo pena de muerte pero la medida no fue muy efectiva ya que, según relata un cronista, «se presentaron muy pocas, destruyeron algunas i ocultaron las demás por el peligro de una guerra». Incluso un bando prohibió que los niños jugaran a «maulets i botiflers».
Al mismo tiempo, se llevó a cabo una durísima represión contra los austracistas, recurriendo incluso a la colaboración de la Inquisición. Muchos fueron detenidos y encarcelados a pesar del indulto de Felipe V, y se embargaron el dinero, las rentas y los derechos de todos ellos y de los que estaban ausentes —labor en la que destacó Melchor de Macanaz quien en octubre de 1707 fue nombrado juez de confiscaciones del reino de Valencia, y cuyos métodos expeditivos, que incluyeron los bienes de los eclesiásticos, le llevaron a un duro enfrentamiento con el arzobispo de Valencia Folch de Cardona, quien acabaría huyendo a Barcelona para sumarse a las filas austracistas, mientras Felipe V destinó a Macanaz a otro lugar—.
Los austracistas denunciaron en repetidas ocasiones la represión ejercida sobre el reino de Valencia y sobre el de Aragón. En un escrito de 1710 se decía:

Robos, saqueos, incendios, estragos, atrocidades, tiranías y sacilegios executaron los enemigos en Valencia y Aragón... en Valencia duró más de tres años la persecución con el mismo furor y estrago que al principio, pues no cesó la horca semana alguna en que no se viesen diez y doce en ella que excedieron el número de tres mil hombres los que padecieron semejante castigo, que parecía querer reducir a desierto las ciudades llevando la máxima de contener con el rigor y el miedo aquellos naturales

### La represión borbónica en Cataluña
Sin duda fue Cataluña el territorio que fue más castigado por la represión, lo cual es lógico ya que fue el principal y último bastión de la resistencia austracista —Cataluña siguió combatiendo a los borbónicos en solitario incluso después de concertada la Paz de Utrecht que puso fin a la guerra en Europa.

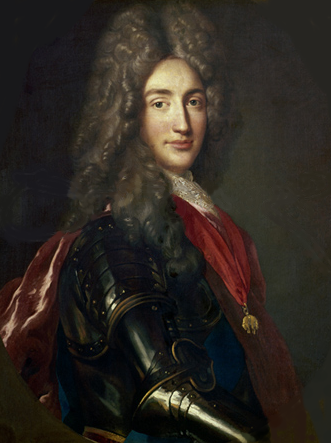
James Fitz-James, I duque de Berwick, hijo de Jacobo II de Inglaterra de la dinastía Estuardo.

Como en el Reino de Valencia fue el duque de Berwick quien dirigió la represión inicial contra los austracistas nada más producirse la capitulación de Barcelona el 12 de septiembre de 1714. Las decisiones que tomó le venían dictadas por unas instrucciones que le había entregado Felipe V sobre el trato que debía dar a los resistentes cuando la ciudad cayera, en las que se decía que «se merecen ser sometidos al máximo rigor según las leyes de la guerra para que sirva de ejemplo para todos mis otros súbditos que, a semejanza suya, persisten en la rebelión». En ellas entre otras cosas se estipulaba lo siguiente:

4º. Que pagarán los gastos de la guerra desde el momento de la evacuación que consiento que sean estipulados en diez millones de escudos. [...]

6º. Que para conservar para siempre una señal de los efectos de la rebelión todos los inmuebles sitos en el recinto de esta ciudad [de Barcelona] sean cargados a perpetuidad con un censo anual del dos por ciento sobre su valor.

7º. Que no se hablará más ni de privilegios ni de usajes, revocando a tal efecto el artículo de mis órdenes por el cual os había prescrito someterles a las Leyes de Castilla, conveniendo con vos que es mejor reservarme la libertad de someterles a los reglamentos que considere oportunos a mis intereses

El duque Berwick escribió en sus Memorias que aquella orden le pareció desmesurada y «poco cristiana». Según Berwick, esta se explicaba porque Felipe V y sus ministros consideraban que «todos los rebeldes debían ser pasados a cuchillo» y «quienes no habían manifestado su repulsa contra el Archiduque debían ser tenidos por enemigos».
A pesar de lo que pensaba sobre las órdenes que había recibido el duque de Berwick las cumplió y nada más entrar en la ciudad de Barcelona el 13 de septiembre de 1714 creó con carácter transitorio la Real Junta Superior de Justicia y Gobierno que sustituyó a las históricas instituciones catalanas que fueron suprimidas —las Cortes catalanas y los "Tres Comunes de Cataluña": el Brazo militar de Cataluña, la Diputación General de Cataluña y el Consejo de Ciento—, con lo que el Principado de Cataluña dejó de existir como Estado.

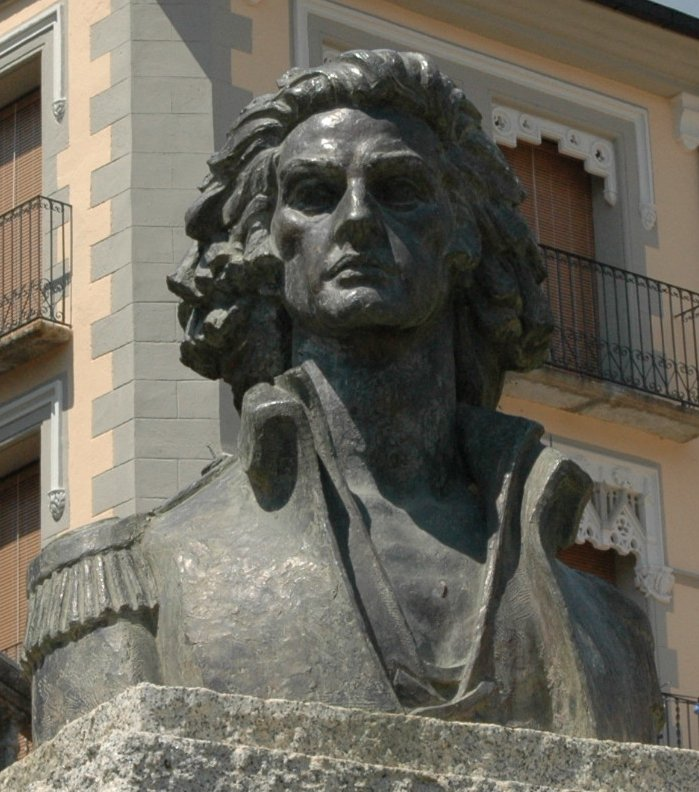
Busto del general Josep Moragues i Mas en la plaza Mayor de Sort.

A continuación dispuso, en contra de las garantías que les había ofrecido, que veinticinco de los oficiales que habían luchado en la defensa de Barcelona fueran detenidos y encarcelados. Entre ellos se encontraban los generales Antonio de Villarroel, comandante general del Ejército de Cataluña, y Joan Baptista Basset que había liderado la insurrección austracista del reino de Valencia de 1705. Muchos de ellos murieron en prisión y otros permanecieron en la cárcel hasta la firma del Tratado de Viena de 1725. Especial relevancia tuvo la ejecución del general Josep Moragues, que primero fue arrastrado por las calles por un caballo, luego degollado y cuarteado, y finalmente su cabeza fue colgada en una jaula en el Portal del Mar —una costumbre solo aplicada hasta entonces a los bandoleros— para que sirviera de recordatorio de quién ostentaba ahora el poder en Cataluña tras la derrota austracista.
Berwick recurrió a las delaciones obtenidas mediante amenazas o mediante recompensas que se saldó con la detención de unas 4.000 personas sospechosas de austracismo, que en su inmensa mayoría fueron condenadas a la pena de muerte —ejecutada en público para que sirviera de escarmiento—, largas condenas en galeras o la deportación, además de la confiscación de sus bienes y propiedades. El cronista austracista Francesc Castellví describió el ambiente de persecución que se vivió en aquellos días en Barcelona y en Cataluña:

La condición de los catalanes en este gobierno fue la más triste. No sólo era peligroso el hablar, sino también el callar, y aun los pensamientos pagaban tributo y recibían daño... Si se hablaba, se interpretaba y se subvertía el sentido; si no se hablaba, se conjeturaba poca satisfacción y gusto del gobierno.

También se ordenó la requisa de las armas —en Barcelona se recogieron unas 72.000— e incluso se prohibió llevarlas a los nobles, muchos de los cuales perdieron sus títulos, privilegios y dignidades. A los que no fueron ejecutados o encarcelados se les obligó a marchar al exilio y se prohibió la correspondencia con los territorios bajo la soberanía del emperador Carlos VI. En esta tarea represiva colaboró con entusiasmo una parte del clero, encabezado por el vicario general de Barcelona, Baltasar Bastero, que conminó a los barceloneses a que obedecieran a Felipe V porque los que no lo hicieran cometerían pecado. Asimismo se prohibió a los eclesiásticos austracistas ejercer el sacramento de la confesión y muchos de ellos fueron juzgados por el Tribunal del Breve constituido al efecto y presidido por el canónigo felipista Josep Taverner.

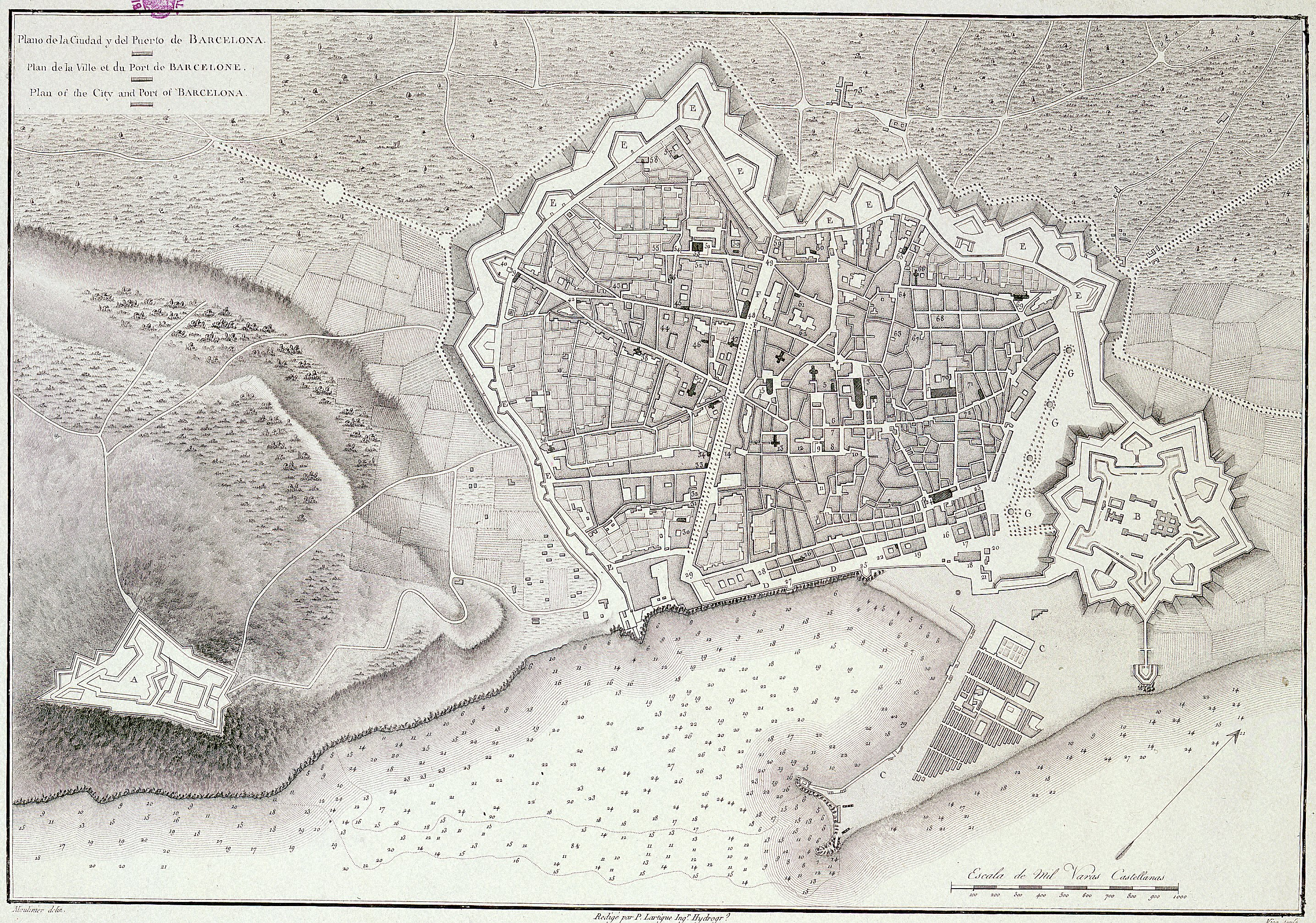
Plano de Barcelona de 1806 con la Ciudadela, a la derecha, integrada dentro de las murallas de la ciudad.

Otra de las medidas represivas que se adoptaron fue la construcción de la Ciudadela iniciada en 1715 bajo la dirección del ingeniero militar holandés José Próspero Verboom para mantener Barcelona bajo el control borbónico. Su emplazamiento en uno de los extremos de la ciudad supuso echar abajo alrededor de mil casas del barrio de la Ribera, el más castigado durante los bombardeos del cerco de Barcelona y que corrió a cargo de los propios vecinos. De esta forma, como ha señalado Joaquim Albareda, "desapareció casi una quinta parte de la ciudad, en el barrio más rebelde y, al mismo tiempo más dinámico en términos económicos. Por esta razón la Ciudadela se convirtió en el símbolo por excelencia de la opresión borbónica, hasta que fue demolida después de la revolución de 1868".
La represión borbónica en Cataluña fue valorada por el historiador borbónico Rousset de Missy en una obra publicada en 1719 de esta forma:

Como un rigor excesivo es, con frecuencia, considerado como una gran injusticia, no todo el mundo elogió igualmente la venganza que dicho príncipe [Felipe V] ejerció contra los rebeldes conducida hasta límites extremos, de cuyo rigor hay pocos ejemplos en la Historia

La represión continuó en los años siguientes hasta el extremo que el militar felipista Francisco Máximo Moya Torres, funcionario de contribuciones, dirigió en 1727 un manifiesto a Felipe V en el que, tras constatar personalmente la opresión que padecía Cataluña y el resto de los Estados de la extinta Corona de Aragón y partiendo del principio de que «las voluntades son las que aseguran más los reinos» sugería al rey que

se dignase manifestarles el justo motivo que pudiera tener su real indignación por las turbulencias que han ocasionado en las guerras pasadas... pero que deseando restituirlos en su gracia, obrando a su propia real liberalidad y magnanimidad.. resuelve V.M. concederles sus fueros, obligándose los reinos de Aragón, Cataluña y Valencia a mantener 30.000 hombres... [porque] es muy conveniente siempre usar de la benignidad, que vence y atrae más que el rigor.

### El Tratado de Viena de 1725 y la amnistía a los austracistas
Aunque hubo algún perdón en la inmediata posguerra, la amnistía a los austracistas no llegó hasta la firma del Tratado de Viena el 30 de abril de 1725 que puso fin diplomáticamente a la guerra de sucesión española, ya que según lo estipulado en el mismo el emperador Carlos VI renunció a sus derechos a la Corona de España y reconoció como rey de España y de las Indias a Felipe V, mientras que este reconocía al emperador la soberanía sobre las posesiones de Italia y de los Países Bajos que habían correspondido a la Monarquía Hispánica antes de la guerra. En uno de los documentos del Tratado Felipe V otorgaba la amnistía a los austracistas y se comprometía a devolverles sus bienes que habían sido confiscados durante la guerra y en la inmediata posguerra. Asimismo se les reconocían los títulos que les hubiera otorgado Carlos III el Archiduque, pero al plantear de nuevo el emperador el «caso de los catalanes» Felipe V volvió a negarse a restablecer las instituciones y leyes propias de los Estados de la Corona de Aragón, y el emperador acabó cediendo, lo que suscitó las críticas entre ciertos sectores austracistas.